# Харт (река)
Харт (англ. Heart River) — река в штате Вайоминг, США. Правый приток реки Снейк (приток Колумбии). Длина составляет около 7,7 км; площадь бассейна — 78 км². Протекает на территории национального парка Йеллоустон.
Берёт начало в Скалистых горах, в нескольких милях к юго-востоку от озера Йеллоустон. Протекает через озеро Харт, из которого вытекает сквозь короткое, но крутое ущелье. Впадает в реку Снейк вблизи границы национального леса Титон. Высота устья — 2217 м над уровнем моря.